# Sanna Virtanen
Sanna Virtanen (ur. 9 lutego 1976) – fińska biegaczka narciarska, dwukrotna medalistka mistrzostw świata juniorów.
Po raz pierwszy na arenie międzynarodowej pojawiła się w styczniu 1996 roku podczas mistrzostw świata juniorów w Asiago. Zdobyła tam brązowe medale w sztafecie i biegu na 15 km stylem dowolnym, a w biegu na 5 km techniką klasyczną była czternasta. W zawodach Pucharu Świata zadebiutowała 4 stycznia 1998 roku w Kawgołowie, gdzie zajęła 48. miejsce w biegu na 10 km stylem dowolnym. Był to jej jedyny start w zawodach tego cyklu, nigdy więc nie zdobyła punktów do klasyfikacji generalnej. Nigdy też nie wzięła udziału w mistrzostwach świata ani igrzyskach olimpijskich.

## Osiągnięcia

### Mistrzostwa świata juniorów
| Miejsce | Dzień       | Rok  | Miejscowość | Konkurencja            | Wynik     | Strata  | Zwyciężczyni      |
| ------- | ----------- | ---- | ----------- | ---------------------- | --------- | ------- | ----------------- |
| 14.     | 31 stycznia | 1996 | Asiago      | 5 km stylem klasycznym | 15:01,8   | +1:01,7 | Maija Puukilainen |
| 3.      | 2 lutego    | 1996 | Asiago      | Sztafeta 4x5 km        | 1:01:49,8 | +1:06,8 | Rosja             |
| 3.      | 4 lutego    | 1996 | Asiago      | 15 km stylem dowolnym  | 43:52,9   | +2:12,5 | Julija Czepałowa  |

### Puchar Świata

#### Miejsca w klasyfikacji generalnej
- sezon 1997/1998: -